# Grattacieli più alti della Francia
Questa è una lista dei grattacieli più alti di Francia con altezza minima di 100 metri.
Gli edifici qui elencati sono 23, la maggior parte situati nel quartiere de La Défense, di cui il più alto è la Tour First che con i suoi 231 metri è il grattacielo più alto di Francia.

## Grattacieli più alti di Francia
Qui di seguito verranno inseriti i soli edifici di altezza architetturale, in conformità alle convenzioni internazionali.
| Pos. | Immagine | Nome                   | Altezza   | Piani | Anno | Localizzazione       | Note                                                                                      |
| ---- | -------- | ---------------------- | --------- | ----- | ---- | -------------------- | ----------------------------------------------------------------------------------------- |
| 1    |          | Tour First             | 231 metri | 52    | 2011 | La Défense           | Ristrutturato dal 2007 al 2011, è l'edificio più alto della Francia.                      |
| 2    |          | Tour Montparnasse      | 210 metri | 59    | 1972 | Parigi               | Edificio più alto della Francia dal 1972 al 2011.                                         |
| 3    |          | Tour Incity            | 200 metri | 36    | 2016 | Lione                |                                                                                           |
| 4    |          | Tour Majunga           | 195 metri | 47    | 2013 | La Défense           |                                                                                           |
| 5    |          | Tour Total             | 190 metri | 48    | 1985 | La Défense           | È uno dei grattacieli più alti dell'area metropolitana di Parigi                          |
| 6    |          | Tour GDF Suez          | 185 metri | 36    | 2008 | La Défense           | È il terzo grattacielo più alto di La Défense, quinto della Francia.                      |
| 7    |          | Tour Granite           | 184 metri | 35    | 2008 | La Défense           |                                                                                           |
| 8    |          | Tour Areva             | 184 metri | 44    | 1974 | La Défense           | Il suo rivestimento è fatto di granito scuro e vetri oscurati                             |
| 9    |          | Tour CB21              | 180 metri | 42    | 1974 | La Défense           | Ristrutturato nel 2009, con l'antenna arriva a 187 metri.                                 |
| 10   |          | Tour Saint-Gobain      | 178 metri | 44    | 2020 | La Défense           |                                                                                           |
| 11   |          | Tour D2                | 171 metri | 37    | 2014 | La Défense           |                                                                                           |
| 12   |          | Tour Trinity           | 167 metri | 33    | 2020 | La Défense           |                                                                                           |
| 13   |          | Tours Société Générale | 167 metri | 37    | 1995 | La Défense           |                                                                                           |
| 14   |          | Tour EDF               | 165 metri | 41    | 2001 | La Défense           | La torre fu costruita per Électricité de France (EDF)                                     |
| 15   |          | Tour Part-Dieu         | 165 metri | 40    | 1977 | Lione - La Part-Dieu | Gli ultimi 10 piani sono occupati dal Radisson Blu Hotel Lyon, l'hotel più alto d'Europa. |
| 16   |          | Tour Carpe Diem        | 162 metri | 35    | 2013 | La Défense           | L'edificio è stato nominato vincitore del premio Architizer nel 2015.                     |
| 17   |          | Coeur Défense          | 161 metri | 40    | 2001 | La Défense           |                                                                                           |
| 18   |          | Tour Alto              | 160 metri | 38    | 2020 | La Défense           |                                                                                           |
| 19   |          | Tour Adria             | 155 metri | 40    | 2002 | La Défense           | La torre è stata costruita nel 1999 ed è la "gemella" della Tour Égée.                    |
| 20   |          | Tour Égée              | 155 metri | 40    | 1999 | La Défense           |                                                                                           |
| 21   |          | Tour Ariane            | 152 metri | 36    | 1975 | La Défense           | Il 27 marzo 2014, Alain Robert ha scalato la torre in 45 minuti.                          |
| 22   |          | Tour CMA-CGM           | 147 metri | 33    | 2010 | Marsiglia            |                                                                                           |
| 23   |          | Tour Bretagne          | 144 metri | 42    | 1976 | Nantes               |                                                                                           |
| 24   |          | Tour CBX               | 143 metri | 36    | 2005 | La Défense           |                                                                                           |
| 25   |          | Tour Eqho              | 140 metri | 40    | 1988 | La Défense           |                                                                                           |